# Katia Ricciarelli
Katia Ricciarelli, all'anagrafe Katiuscia Maria Stella Ricciarelli (Rovigo, 18 gennaio 1946), è un soprano e attrice italiana.

## Biografia
Nata in una famiglia non agiata, la madre Molara dovette crescere da sola le tre figlie, inizialmente a causa della partenza come volontario del marito per la campagna di Russia e successivamente in quanto vedova. Katia, ultimogenita, avuta dalla relazione con un altro uomo conosciuto durante un soggiorno lavorativo in Germania, dimostrò sin dall'adolescenza un forte interesse per il canto, svolgendo nel frattempo diversi lavori per sostenersi, tra cui l'operaia in una fabbrica di mangiadischi.
Ha studiato al Conservatorio Benedetto Marcello di Venezia, debuttando a Mantova nel 1969 con La bohème e apparendo l'anno successivo al Regio di Parma ne Il trovatore. È salita alla ribalta nel 1971 dopo aver vinto il Concorso Internazionale Voci Verdiane della Rai eseguendo un'aria da Il corsaro.

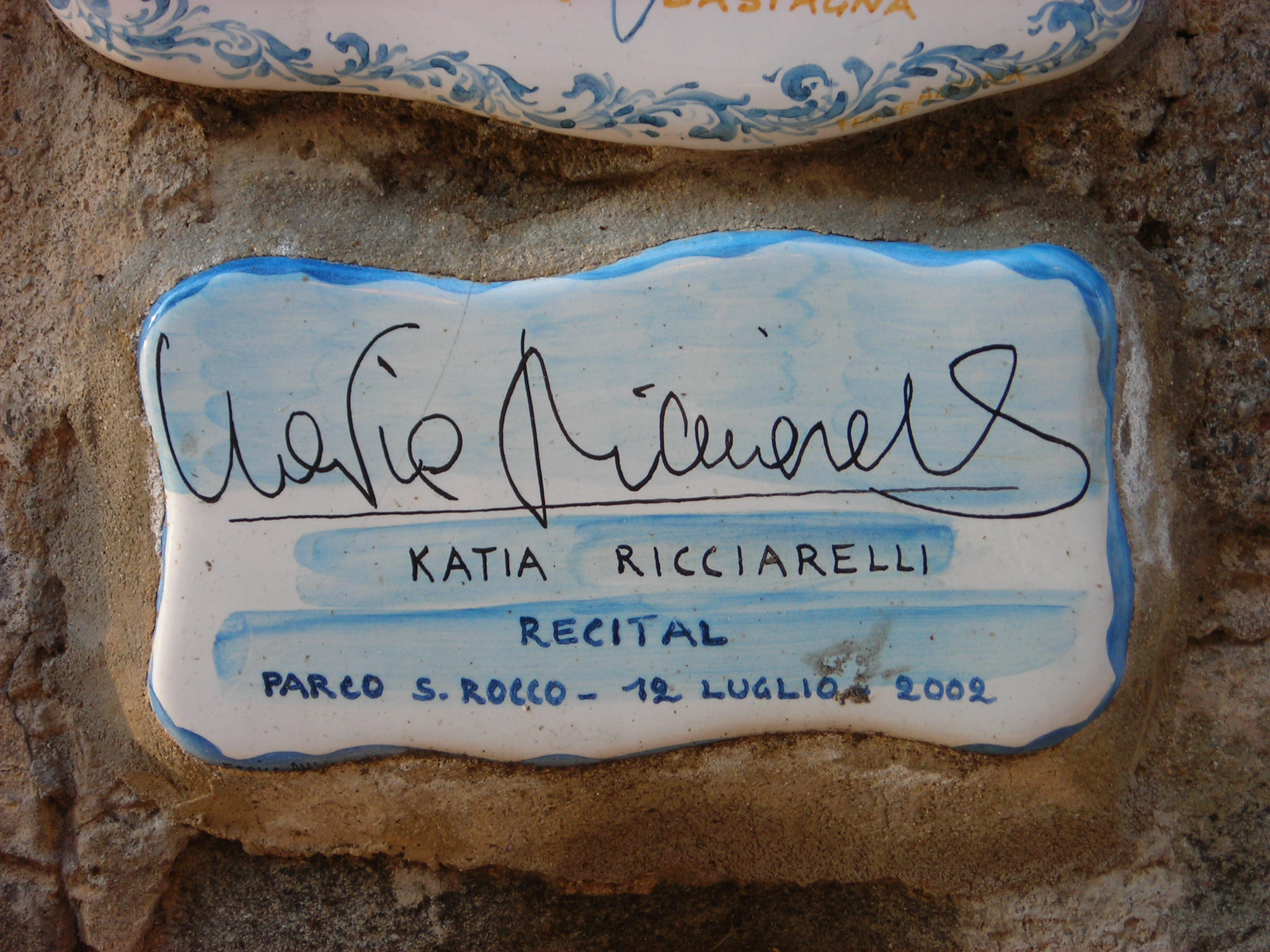
La piastrella del Muretto di Alassio autografata dalla Ricciarelli

Si è esibita nei maggiori teatri del mondo: Lyric Opera di Chicago (1972), Teatro alla Scala (1973), Royal Opera House di Londra (1974), Metropolitan Opera (1975), spaziando tra le opere di Puccini, Verdi, Rossini, Donizetti e altri, e raggiungendo livelli di particolare eccellenza nella seconda metà degli anni '70 (Anna Bolena, Parma 1977; Tancredi, New York 1978).
Nei primi anni 1980 Ricciarelli iniziò una collaborazione decennale col Rossini Opera Festival di Pesaro cogliendo successi notevoli nel repertorio belcantista: Rossini principalmente (Semiramide, Elena ne La donna del lago, Bianca in Bianca e Falliero a fianco di Marilyn Horne, Ninetta ne La gazza ladra, Madama Cortese nella storica prima ripresa assoluta de Il viaggio a Reims sotto la direzione di Abbado), ma anche Donizetti (si ricorda soprattutto Lucrezia Borgia a Bologna nel 1984).
Dalla metà del decennio, però, iniziò a manifestarsi un certo declino vocale che le causerà alcuni insuccessi, anche dovuti alla scelta di ruoli troppo spinti per le sue caratteristiche vocali. Nel 1983 cantò Aida alla Royal Opera House di Londra, forte dell'incisione di due anni prima e dell'irrobustimento della voce, ma fu fischiata a causa della difficoltà negli acuti estremi; tre anni dopo debuttò in modo non felice a Trieste con Norma. È rimasta famosa l'infelice performance alla Scala di Milano del maggio 1989 in Luisa Miller: durante la seconda rappresentazione, la cantante fu così aspramente contestata dal pubblico con grida e fischietti che lei in risposta pronunciò un «Che Dio vi maledica!» dissimulato fra le battute del suo personaggio, ma in realtà rivolto agli spettatori; dopo la rappresentazione, seguita da risse e proteste, la cantante si allontanò dal teatro senza dichiarazioni, il giorno dopo non si presentò affatto e da allora non ha più cantato alla Scala.
Nel 1994, per i venticinque anni di carriera, è stata insignita del titolo di Kammersängerin a Vienna e di Grande Ufficiale della Repubblica Italiana. Nel 1999 in occasione del 30º anniversario di carriera ha debuttato in Fedora.
Negli anni 2000 ha sfoltito la carriera operistica, limitando la sua attività al Politeama Greco di Lecce, di cui è stata direttrice artistica e dove ha debuttato in nuove opere: Werther (2001), Le convenienze ed inconvenienze teatrali (2002), Rinaldo (2003). Ha ricoperto la carica di direttore artistico dello Sferisterio di Macerata dal 2003 al 2005.
Nello stesso periodo ha affiancato all'attività musicale la nuova carriera di attrice, inizialmente in film TV e fiction (tra cui Carabinieri 7 e Un passo dal cielo 1÷3, successivamente in film d'autore ricoprendo anche ruoli da protagonista, come ne La seconda notte di nozze di Pupi Avati, la cui interpretazione le è valso il Nastro d'Argento. Si è dedicata inoltre al musical, interpretando Caruso (2002) e Gloriosa (2008).
Nel 2021 è una concorrente della sesta edizione del Grande Fratello VIP, condotta da Alfonso Signorini. La sua partecipazione però è stata al centro delle critiche. Durante la sua permanenza nella casa si è lasciata andare molto spesso a infelici scivoloni e a esternazioni omofobe e razziste, assumendo un comportamento misogino e prepotente verso gli altri concorrenti. Il silenzio da parte della redazione del programma e dello stesso conduttore e la mancanza di provvedimenti nei confronti della concorrente generò su internet una ampia e diffusa protesta tesa a chiederne la squalifica: l’hashtag #fuorikatia sulla piattaforma Twitter diventa trending topic. Alla fine viene eliminata nel corso della quarantaquattresima puntata, con il 24% dei voti a suo sfavore.

## Vita privata
Dopo una lunga relazione col tenore José Carreras, durata dal 1972 al 1984, il 18 gennaio 1986, giorno del suo quarantesimo compleanno, ha sposato il presentatore televisivo Pippo Baudo; la coppia si è separata nel 2004 divorziando tre anni dopo. La Ricciarelli non ha avuto figli.

## Vocalità e personalità interpretativa
Dotata di una voce di timbro etereo, morbida e luminosa, di una spiccata musicalità e di senso del fraseggio, è celebre per i filati, le smorzature e i pianissimi, ma la mancanza di un'autentica tecnica virtuosistica e la mai completa padronanza tecnica del registro acuto a voce piena hanno destato alcune riserve, oltre ad aver causato un declino vocale relativamente precoce.

## Repertorio
| Ruolo               | Titolo                                   | Autore       |
| ------------------- | ---------------------------------------- | ------------ |
| Zaira               | Zaira                                    | Bellini      |
| Giulietta Capuleti  | I Capuleti e i Montecchi                 | Bellini      |
| Norma               | Norma                                    | Bellini      |
| Elvira              | I puritani                               | Bellini      |
| Micaëla             | Carmen                                   | Bizet        |
| Medea               | Medea                                    | Cherubini    |
| Corine              | Anacréon                                 | Cherubini    |
| Adriana Lecouvreur  | Adriana Lecouvreur                       | Cilea        |
| Corilla Scortichini | Le convenienze ed inconvenienze teatrali | Donizetti    |
| Argelia             | L'esule di Roma                          | Donizetti    |
| Anna Bolena         | Anna Bolena                              | Donizetti    |
| Adina               | L'elisir d'amore                         | Donizetti    |
| Lucrezia Borgia     | Lucrezia Borgia                          | Donizetti    |
| Maria Stuarda       | Maria Stuarda                            | Donizetti    |
| Lucia Ashton        | Lucia di Lammermoor                      | Donizetti    |
| Elisabetta I        | Roberto Devereux                         | Donizetti    |
| Maria               | Maria de Rudenz                          | Donizetti    |
| Paolina             | Poliuto                                  | Donizetti    |
| Maria               | Maria di Rohan                           | Donizetti    |
| Maddalena di Coigny | Andrea Chénier                           | Giordano     |
| Fedora              | Fedora                                   | Giordano     |
| Euridice            | Orfeo ed Euridice                        | Gluck        |
| Elena               | Paride ed Elena                          | Gluck        |
| Marguerite          | Faust                                    | Gounod       |
| Agrippina           | Agrippina                                | Händel       |
| Almirena            | Rinaldo                                  | Händel       |
| Hanna Glawari Olga  | La vedova allegra                        | Lehár        |
| Eva                 | Eva                                      | Lehár        |
| Nedda               | Pagliacci                                | Leoncavallo  |
| Amica               | Amica                                    | Mascagni     |
| Manon               | Manon                                    | Massenet     |
| Charlotte           | Werther                                  | Massenet     |
| Maria               | Maria Golovin                            | Menotti      |
| Valentine           | Gli ugonotti                             | Meyerbeer    |
| Donna Anna          | Don Giovanni                             | Mozart       |
| L'Opinione pubblica | Orphée aux Enfers                        | Offenbach    |
| Iphigénie           | Iphigénie en Tauride                     | Piccinni     |
| Anna                | Le Villi                                 | Puccini      |
| Tigrana             | Edgar                                    | Puccini      |
| Mimì                | La bohème                                | Puccini      |
| Floria Tosca        | Tosca                                    | Puccini      |
| Suor Angelica       | Suor Angelica                            | Puccini      |
| Liù Turandot        | Turandot                                 | Puccini      |
| Amenaìde            | Tancredi                                 | Rossini      |
| Rosina              | Il barbiere di Siviglia                  | Rossini      |
| Angelina            | La Cenerentola                           | Rossini      |
| Ninetta             | La gazza ladra                           | Rossini      |
| Armida              | Armida                                   | Rossini      |
| Elena               | La donna del lago                        | Rossini      |
| Bianca              | Bianca e Falliero                        | Rossini      |
| Semiramide          | Semiramide                               | Rossini      |
| Madama Cortese      | Il viaggio a Reims                       | Rossini      |
| Pamira              | L'assedio di Corinto                     | Rossini      |
| Matilde             | Guglielmo Tell                           | Rossini      |
| Astasia             | Axur, Re d'Ormus                         | Salieri      |
| Giselda             | I Lombardi alla prima crociata           | Verdi        |
| Lucrezia Contarini  | I due Foscari                            | Verdi        |
| Giovanna            | Giovanna d'Arco                          | Verdi        |
| Hélène              | Jérusalem                                | Verdi        |
| Medora              | Il corsaro                               | Verdi        |
| Lida                | La battaglia di Legnano                  | Verdi        |
| Luisa Miller        | Luisa Miller                             | Verdi        |
| Gilda               | Rigoletto                                | Verdi        |
| Leonora             | Il trovatore                             | Verdi        |
| Violetta Valery     | La traviata                              | Verdi        |
| Amelia Grimaldi     | Simon Boccanegra                         | Verdi        |
| Amelia              | Un ballo in maschera                     | Verdi        |
| Elisabeth de Valois | Don Carlos                               | Verdi        |
| Aida Sacerdotessa   | Aida                                     | Verdi        |
| Desdemona           | Otello                                   | Verdi        |
| Mrs Alice Ford      | Falstaff                                 | Verdi        |
| Elsa di Brabante    | Lohengrin                                | Wagner       |
| Susanna             | Il segreto di Susanna                    | Wolf-Ferrari |

## Discografia

### Incisioni in studio
| Anno | Titolo Ruolo                     | Cast                                                       | Direttore            | Etichetta           |
| ---- | -------------------------------- | ---------------------------------------------------------- | -------------------- | ------------------- |
| 1972 | Suor Angelica                    | Fiorenza Cossotto                                          | Bruno Bartoletti     | RCA                 |
| 1973 | Simon Boccanegra Amelia Grimaldi | Piero Cappuccilli, Plácido Domingo, Ruggero Raimondi       | Gianandrea Gavazzeni | RCA                 |
| 1976 | I due Foscari Lucrezia Contarini | Piero Cappuccilli, José Carreras, Samuel Ramey             | Lamberto Gardelli    | Philips Records     |
| 1977 | La battaglia di Legnano Lida     | José Carreras, Matteo Manuguerra, Nikola Gjuzelev          | Lamberto Gardelli    | Philips Records     |
| 1979 | Aida Sacerdotessa                | Mirella Freni, José Carreras, Agnes Baltsa                 | Herbert von Karajan  | EMI                 |
|      | La bohème Mimì                   | José Carreras, Ashley Putnam, Ingvar Wixell                | Colin Davis          | Decca               |
| 1980 | Il trovatore Leonora             | José Carreras, Yuri Mazurok, Stefania Toczyska             | Colin Davis          | Decca               |
|      | Luisa Miller                     | Plácido Domingo, Renato Bruson, Elena Obraztsova           | Lorin Maazel         | Deutsche Grammophon |
| 1981 | Tosca Floria Tosca               | José Carreras, Ruggero Raimondi                            | Herbert von Karajan  | Deutsche Grammophon |
|      | Un ballo in maschera Amelia      | Plácido Domingo, Renato Bruson, Edita Gruberová            | Claudio Abbado       | Deutsche Grammophon |
|      | Aida                             | Plácido Domingo, Elena Obraztsova, Nicolai Ghiaurov        | Claudio Abbado       | Deutsche Grammophon |
|      | Turandot                         | Plácido Domingo, Barbara Hendricks, Ruggero Raimondi       | Herbert von Karajan  | Deutsche Grammophon |
| 1982 | Carmen Micaela                   | Agnes Baltsa, José Carreras, José van Dam                  | Herbert von Karajan  | Deutsche Grammophon |
| 1983 | Don Carlos Elizabeth de Valois   | Plácido Domingo, Ruggero Raimondi, Lucia Valentini Terrani | Claudio Abbado       | Deutsche Grammophon |
|      | La donna del lago Elena          | Lucia Valentini Terrani, Dalmacio Gonzales, Dano Raffanti  | Maurizio Pollini     | CBS                 |
| 1984 | L'elisir d'amore Adina           | José Carreras, Leo Nucci, Domenico Trimarchi               | Claudio Scimone      | Philips             |

### Registrazioni dal vivo
- 1971 - Anacréon (Corine)
- 1971 - Il corsaro (Medora)
- 1971 - Il trovatore (Leonora)
- 1972 - Giovanna d'Arco (Giovanna)
- 1972 - I due Foscari (Lucrezia)
- 1973 - Don Carlos (Elisabetta)
- 1973 - I Capuleti e i Montecchi (Giulietta)
- 1973 - I due Foscari (Lucrezia)
- 1974 - Luisa Miller (Luisa)
- 1975 - Carmen (Micaëla)
- 1975 - Jérusalem (Hélène)
- 1975 - Un ballo in maschera (Amelia)
- 1976 - La traviata (Violetta)
- 1976 - Luisa Miller (Luisa)
- 1977 - Il trovatore (Leonora)
- 1978 - Tancredi (Amenaide)
- 1979 - Guglielmo Tell (Matilde)
- 1979 - La traviata (Violetta)
- 1980 - Carmen (Micaëla)
- 1980 - Un ballo in maschera (Amelia)
- 1980 - Messa da requiem (Verdi) (Soprano) diretta da Claudio Abbado con Plácido Domingo, Deutsche Grammophon
- 1981 - Maria de Rudenz (Maria)
- 1982 - Falstaff (Alice)
- 1982 - L'esule di Roma (Argelia)
- 1982 - Lucia di Lammermoor (Lucia)
- 1982 - Stabat Mater (Soprano)
- 1983 - Paride ed Elena (Elena)
- 1983 - Petite messe solennelle (Soprano)
- 1983 - Turandot (Liù)
- 1984 - Il viaggio a Reims (Madama Cortese)
- 1984 - Simon Boccanegra (Maria)
- 1985 - Il viaggio a Reims (Madama Cortese)
- 1986 - Bianca e Falliero (Bianca)
- 1986 - I puritani (Elvira)[16]
- 1986 - Poliuto (Paolina)
- 1989 - La gazza ladra (Ninetta)
- 1990 - Zaira (Zaira)
- 1991 - Anna Bolena (Anna)
- 1991 - I Capuleti e i Montecchi (Giulietta)
- 1995 - La bohème (Mimì)
- 1997 - Messa n° 2 in sol minore (Soprano)
- 1997 - Missa pro defunctis (Soprano)
- 1997 - Tantum ergo (Soprano)
- 1998 - Fedora (Fedora)

## Filmografia

### Cinema
- Otello, regia di Franco Zeffirelli (1986)
- La seconda notte di nozze, regia di Pupi Avati (2005)
- I giorni perduti, regia di Bruno Gaburro (2006)
- Bianco e nero, regia di Cristina Comencini (2008)
- Gli amici del bar Margherita, regia di Pupi Avati (2009)
- La sedia della felicità, regia di Carlo Mazzacurati (2013)
- Infernet, regia di Giuseppe Ferlito (2016)
- Mancino naturale, regia di Salvatore Allocca (2021)

### Televisione
- Gian Burrasca, regia di Maurizio Pagnussat – film TV (2002)
- Don Matteo – serie TV, episodio 4x16 (2004)
- Ma chi l'avrebbe mai detto, regia di Giuliana Gamba, Alessio Inturri – miniserie TV (2007)
- Carabinieri 7 – serie TV (2008)
- Così fan tutte – serie TV (2009)
- Il ritmo della vita, regia di Rossella Izzo – film TV (2010)
- Un passo dal cielo– serie TV (2011-2015)
- Faccia d'angelo, regia di Andrea Porporati – miniserie TV (2012)
- Un matrimonio, regia di Pupi Avati – miniserie TV (2013)
- Non avere paura - Un'amicizia con Papa Wojtyla, regia di Andrea Porporati - film TV (2014)
- Come una madre, regia di Andrea Porporati – miniserie TV, Episodio 3 (2020)

## Televisione
- Un'estate italiana (Rai 1, 1991)
- Canzoni sotto l'albero (Canale 5, 1998)
- Segreti e bugie (Rai 1, 1999)
- Katia e Mara verso oriente (Rai 1, 2000)
- Una voce per Padre Pio (Rai 1, 2000) – co-conduttrice
- Venezia, la luna e tu (Rai 1, 2001)
- La Fattoria 3 (Canale 5, 2006) – concorrente
- L'isola dei Famosi 4 (Rai 2, 2006) – opinionista
- Katia, 40 anni nella lirica (Canale 5, 2009)
- Io canto (Canale 5, 2010) – giurata
- Let's Dance (Canale 5, 2010) – concorrente
- Ciak... si canta! (Rai 1, 2011) – giurata
- Sabato in (Rai 1, 2015-2016) – inviata
- Selfie - Le cose cambiano (Canale 5, 2016) – mentore
- Festival di Castrocaro (Rai 1, 2018) – giurata
- Io e te (Rai 1, 2020)
- Il Cantante Mascherato 2 (Rai 1, 2021) – concorrente
- Zecchino d'Oro (Rai 1, 2021) – giurata
- Grande Fratello VIP 6 (Canale 5, 2021-2022) – concorrente
- Back to School 2 (Italia 1,  2023) – concorrente
- Stupor Mundi - La disfida delle giovani imprese. Premio Federico II (Rai 2, 2024) Giurata

## Teatro
- Gloriosa di Peter Quilter, regia di Enrico Maria Lamanna (2008)
- Altro di me di Maurizio Costanzo-Enrico Vaime, regia Marco Mattolini (2014)
- Elisir d'amore "dall'opera alla canzone d'autore" prodotto da Francesco Serio per CDB (2015)